# Пешченик
Пешченик (словен. Peščenik) — поселення в общині Іванчна Гориця, Осреднєсловенський регіон, Словенія. Висота над рівнем моря: 440,5 м.